# Na-Veteraan
Na-Veteraan is de aanduiding van de Nederlandse Veteraan Motoren Club voor motorfietsen van 1915 t/m 1940. 
Deze uitdrukking wordt weinig gebruikt omdat de periode te lang is en men liever de Engelse termen Vintage (1915-1930) en Post-Vintage (1931-1940) toepast.